# ドンデンラバー Vol.1 〜白黒つけよっ〜
『ドンデンラバー Vol.1 〜白黒つけよっ〜』（本来は「つけよっ」の後にハートマークが付与される、英語表記：DON DEN LOVER）は、アーケードゲームとしてダイナックスが開発、発売した脱衣ボードゲームである。1995年に日本版と韓国版が、翌1996年には香港版が発売されている。

## 概要
脱衣アーケードゲームで知られるDYNAXが開発、発売した、オセロを題材にした脱衣ゲームである。脱衣ゲームの定番として知られる麻雀や花札には運の要素が存在し、脱衣麻雀や脱衣花札ではその運の要素をコンピュータが操作するというイカサマがよく行なわれる。オセロにはそういった運の要素はないため、脱衣ゲームとしては珍しく、本作においては実力勝負となっている。ただし、プレイヤー側には後述のお助け機能が用意されており、コンピュータも稀にプレイヤーが不利となるような打ち手を指示してきたり（指示に従って石を置くと残り時間が増える）強制的に1手戻すイカサマのようなものがある。脱衣グラフィックは写実的。元々アニメ絵の予定だったが、最終的に現在の写実的な絵になった、判定の女の子の絵柄はその名残とのこと。脱衣内容は穏やかなものとなっている。
なお、作品タイトルには「Vol.1」と記されているが、「Vol.2」などの後続作品は発売されていない。

## ゲームシステム
基本的なルールはオセロに準ずる。ルールについての詳細は、以下の通りである。
- 先手後手を対戦相手ごとにプレイヤーが選択可能
- 「最善手を打つ」あるいは「1手戻る」を累計で規定回数（ディップスイッチ設定による）まで使用可能
- 石を置けない場合は自動的にパスとなる
- オセロ同様に中心の4マスに白と黒の石が2個ずつ置かれた状態からゲームが始まるが、オセロでは白黒が点対称の配置であるのに対し、このゲームでは線対称の配置になっている。なお、白黒の各2個が縦横どちらに並ぶかは不定である。
- 2人対戦モードの場合にはハンデを設けることができ、中央の石に加えて、一方が角を1つあるいは2つ取った状態からゲームを開始することも可能。

その他、アーケードゲームとしてのシステムは以下の通りである。
- 操作系は、4方向レバーにて石を置く場所を決定し、左ボタンで石を置く操作となる。また、右ボタンで「最善手を打つ」あるいは「1手戻る」のお助け機能を呼び出す操作となる。
- 石を置くことが可能な場所にカーソルを移動すると、反転対象となっている石が黄色で表示されるというナビゲーション機能が設けられている。
- 石を反転させるときには反転ラインを星が通過しながら石が反転する演出、角に石を置く際には専用の豪華な演出が設けられている。
- ステージ全体を通しての持ち時間があり、持ち時間が残っている間は長考可能だが石を置いても時間は増えない。0になるとゲームオーバー。

対戦相手は5人で、オセロに勝利することで対戦相手の脱衣シーンの後、次の対戦相手に進むことが可能となっている。また、敗北もしくは時間切れでゲームオーバーとなる。得点は勝利した対戦での石の獲得数の合計で決定される。

## 登場人物
以下は日本版での登場人物である。
高橋はるか（たかはし -）
159cm、84-60-86、5月1日生まれ、A型
宇奈月めぐみ（うなづき -）
158cm、82-57-83、9月9日生まれ、B型
水無月みか（みなづき -）
153cm、85-60-85、1月7日生まれ、A型
加藤いずみ（かとう -）
165cm、80-60-84、8月18日生まれ、A型
池之端瞳（いけのはたひとみ）
168cm、93-60-89、12月7日生まれ、O型